# 1992年中韩建交
中华人民共和国与大韩民国建交于1992年8月24日。原处于冷战不同阵营的中韩两国在建交前一直相互对立、隔绝。1983年，两国官方因中国民航296号航班劫机事件初次接触。此后，两国经贸文化交流开始增加，并先后派团参加了对方主办的1986年汉城亚运会、1988年汉城奥运会和1990年北京亚运会。1991年9月17日，韩朝两国同时加入联合国。次年，奉行扩大改革开放的中国与奉行北方政策的韩国在经过多轮谈判后正式建交。此次建交标志着东北亚地区冷战体制的瓦解，在国际关系史上具有重要的意义:193:830。
中韩建交后，双方在政治、经济、文化等各个领域交流发展迅速，优势互补，彼此間的合作關係也經歷了數次升級。中國在與韓國发展友好关系的同时，也同時与朝鲜继续保持传统友谊。韩国与中国大陆建交前，曾长期与中华民国建交，因中国大陆的“建交三原则”，韩国与中華民國断交，双方关系一度恶化。但后经协商，韩台经贸与文化关系重归正轨，互设驻台北韩国代表部和驻韩国台北代表部。

## 历史背景
第二次世界大战结束后，朝鲜半岛形成资本主义和社会主义的南北对峙。处在冷战不同阵营的中韩两国长期处在互不承认的敌对状态。两国除了在朝鲜战争中直接交锋外，在黄海海域也多次发生海事冲突:271:64-65:816-818。以此相反，大韩民国在建国后不久即与退至台湾的中華民國建立了外交关系，中華民國因支援韓戰，一直與大韓民國保持密切關係，双方互设大使馆（台北及漢城），數次舉辦高层互访:221。
20世纪70年代，随着国际冷战局势的缓和，中国先后与日本（1972年9月）和美国（1979年1月）建交，朝鲜半岛亦出现缓和局势:271:64-65:818-819。1973年6月23日，时任韩国总统朴正熙发表“六二三宣言”，表示韩国愿在平等互惠的原则下与包括苏联和中华人民共和国在内的所有社會主義国家实行门户开放:820:381。中国也于1978年开始实施对外开放政策，对外交战略和政策进行了大幅调整:821。1988年3月，中国开放山东半岛和辽东半岛，将山东省作为对韩直接贸易和吸引韩资的窗口，并赋予山东省向韩国客商发放入境签证的权力:823。
1988年2月25日，甫当选的韩国总统卢泰愚在就职演说时表示，韩国在进一步加强与西方国家关系的同时，发展与第三世界国家的关系，“扩大同与韩国没有交流的大陆国家进行国际合作的渠道”，“推行生机勃勃的北方外交”。:155:385

## 前期的接触
1983年5月5日，中国民航296号航班遭劫降落韩国春川。两国官方为处理劫机事件开始最初的接触。全斗焕政府顶住中華民國政府的压力，就劫机事件向中方提供了帮助。双方在此次谈判的备忘录中首次使用了“中华人民共和国”和“大韩民国”的国名:271:107-113:822:234。此后，两国在经济、文化、体育等各领域的交流日益频繁。1986年和1988年，在兩國未有建立外交關系的情況下，中华人民共和国分别派出大型体育代表团参加韩国主办的第10届亚运会和第24届夏季奥运会。1988年夏季奥运会后，两国的双边经济交流迅速升温:183-185:271:828-829。
1988年3月，卢泰愚委托他的密友和保健医生、祖籍中国山东的华侨韩晟昊，前往中华人民共和国探路，相继与山东省官方建立起联系渠道:26。4月16日，韩晟昊等三人作为卢泰愚的密使到达山东济南，与山东省长姜春云举行了会谈。双方就发展经贸和文化交流达成共识，并同意互派考察团考察访问。同年6月16日，韩国大宇集团会长金宇中为团长的15人韩国访华团达到济南，这是韩国的第一个访华团。韩晟昊是该团的顾问。8月25日，中国山东访问团一行10人访问韓國首都汉城（今首爾），团长是中国国际商会山东商会会长李瑜，这是中华人民共和国首个访韩代表团:824。
1990年韩国体育代表团一行700余人参加了北京第11届亚运会。卢泰愚政府将此次亚运会看成发展中韩关系的“重要契机”。韩国提供了亚运会20%的经费，韩国企业支付的广告费超过了1,500万美元。韩国现代汽车集团向北京亚运会组委会赠送了数百辆现代汽车，为其在北京创业迈出第一步。亚运会期间，有4,000名左右的韩国游客来到中华人民共和国:145。中华人民共和国在颁奖和正式场合中使用了大韩民国的英语国名「Republic of Korea」:824-825，而该届亚运会开幕式运动员入场时，引导员为韩国代表团所举的标牌也标有「韩国 KOREA」字样。
1991年1月，韩国在北京设立“大韩贸易振兴公社驻北京代表处”。同年4月，中华人民共和国在漢城建立“中国国际商会驻漢城代表处”:271:137-143。1991年4月，中华人民共和国外交部副部长刘华秋率中华人民共和国代表团赴汉城参加联合国亚太经社第47届年会，与大会主席，韩国外交部长官李相玉举行了两国外交高官的首次会晤。:8251991年9月17日，韩朝两国同时加入联合国，为建交创造了条件:825:167。

## 建交谈判

### 卢泰愚会见钱其琛

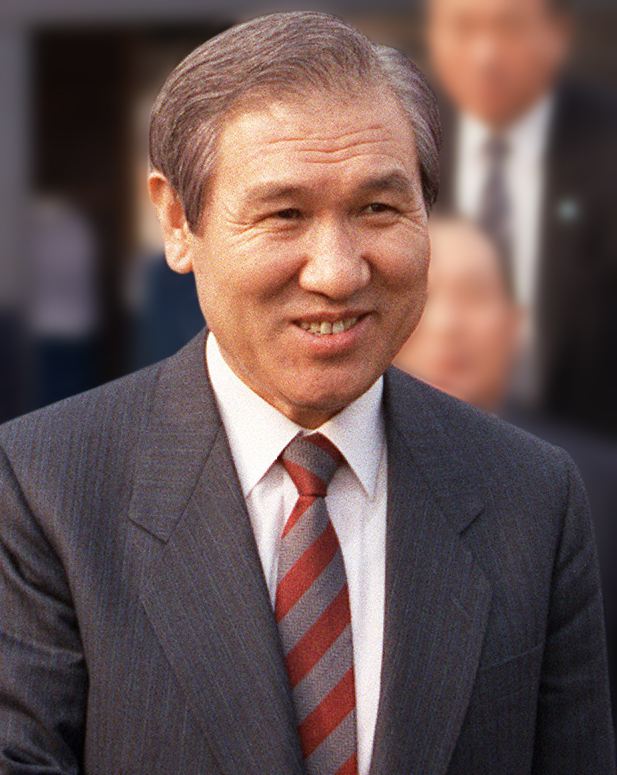
前韩国总统卢泰愚

1991年11月12日，时任中華人民共和国外交部长钱其琛、外贸部长李岚清率中华人民共和国代表团参加在汉城举行的第三次亚太经济合作组织部长会议。这是中華人民共和国政府高级官员的首次访韩:826:171。韩方对钱其琛一行的来访很重视，韩国外务部助理部长李时荣到机场前来迎接，与钱其琛和李岚清“热烈握手”。钱其琛在所下榻的新罗酒店被记者团团围住，“记者们最关心的不是中国参加亚太经合组织问题，而是中韩关系是否会发生什么变化”:140。
中国代表团参加此次亚太经济合作组织部长会议是经过9个月6轮的谈判的结果。争议的焦点是台湾和香港代表出席会议的身份问题。中華人民共和國强调在一个中国的前提下，中华人民共和国以主权国家的身份参加会议，台湾和香港作为地区经济体与会。但中華民國政府强调在亚太经合组织中应享有“平等地位”，不接受“中国台湾”的称谓，也不同意其外长不得与会的安排。亚太经济合作组织高官会议主席，韩国外务部次官李时荣为此不得不往返于三地进行穿梭外交。最终，中華民國政府在现实利益的考虑下，不得不作出了让步以「中華台北」經濟體身份出席亚太经合组织。:143
12日下午，时任韩国总统卢泰愚会见了与会的各国部长。在集团会见结束后，时任韩国外交部长官李相玉将钱其琛一行引入另一间客厅，与卢泰愚单独会见。卢泰愚与钱其琛一行会谈了40分钟，他提出了“早日建交”的提议。钱其琛对此提出了三个希望：希望双方共同努力，使两国贸易关系更好地发展下去；希望朝鲜半岛南北双方和平共处，加强往来；希望美国和日本与朝鲜改善关系:146。次日，钱其琛与李相玉举行了两国外长的首次早餐会:147。钱其琛的此次汉城之行为中韩建交铺平了道路:827。

### 建交谈判
1992年2月，已经退休的中共第二代领导核心邓小平发表南巡讲话，中華人民共和国加快了改革开放的步伐。与此同时，韩朝两国总理在平壤举行了第六次南北高级会谈，双方交换了《关于南北和解、互不侵犯和合作交流协议书》、《关于朝鲜半岛无核化共同宣言》的文本，协议正式生效。:174
1992年4月12日，时任韩国外交部长官李相玉提前两天来到北京参加第48届联合国亚太经社会会议。作为第47届亚太经社会会议主席，李相玉是北京第48届亚太经社会会议开幕式的主持人。4月13日，时任中華人民共和国国务院总理李鹏会见李相玉。会谈期间，李相玉转达了卢泰愚希望两国关系正常化的口信。李鹏表示汉城在地理位置上与北京很接近，邻居间应当经常往来，中韩两国领导人需要进行直接接触。同日，钱其琛与李相玉举行了外长会谈，李相玉希望外长会谈能取得实质性突破，但钱其琛认为举行正式的建交谈判时机还不成熟，主张先建立联系渠道。最终双方同意先从副部长级和大使级的秘密接触入手，尽早启动建交谈判进程。:175:155
1992年5月13-15日，时任中華人民共和国外交部副部长徐敦信、张瑞杰大使与韩国外务部次官卢昌熹、权丙铉在北京钓鱼台国宾馆14号楼举行了首轮务实性的建交谈判。谈判的焦点是如何了结韩国与中華民國的外交關係问题。中方提出了“断交”、“废约”、“撤馆”建交三原则。但韩方只想将驻中華民國使馆降格为“联络处”，不接受中方主张。首轮谈判无果而终。为避开韩国媒体敏感的触角，双方商定第二轮谈判仍在保密措施严密的北京举行。:176:155
6月1-3日，双方举行了第二轮建交谈判。中方重申了建交三原则。韩方立场有所松动，表示同意断交，但由于與中華民國的关系历史已久，韩方希望与中方建交后能与台湾保持“某种特殊关系”，即可以使用电报密码和外交手段的半官方关系。中方认真听取了韩方意见，但对其要求不做回应。实际上，所有与中華民國缔约的国家，在与中华人民共和国建交时，均按照建交三原则行事。韩方对此也是心知肚明。:177
6月19-20日，双方在汉城喜来登华克山庄酒店一座僻静的别墅顶层贵宾间举行了第三次谈判。为避开媒体，中方谈判代表在抵达金浦国际机场后，韩方特意安排特别通道入境，然后乘坐中巴车直接来到谈判地点。韩方在此次谈判中接受了中方的建交三原则，双方迅速达成了建交协议。在草签和交换了文本后，参加谈判的双方代表首次合影留念，庆祝谈判圆满成功。:177

### 中韩建交前中華人民共和国对朝鲜的通报
由于朝鲜是中国的传统盟友，中韩建交谈判过程中，中華人民共和国需要考虑如何通报朝鲜。邓小平曾指出與韩国的问题微妙，处理起来要慎重，需要朝鲜对此表示谅解。中韩设立民间贸易办事处一事，钱其琛在1988年向朝鲜外务相金永南，中共中央总书记江泽民在1989年和1990年先后两次向来访的朝鲜劳动党总书记金日成打招呼，取得对方的理解。:636:179-180
1992年4月14日，时任中华人民共和国主席杨尚昆出访朝鲜，祝贺朝鲜劳动党总书记金日成80岁诞辰。按照中共中央和江泽民总书记的委托，杨尚昆主席再次向金日成总书记通报了中方准备与韩国建交的考虑。金日成表示，“现状朝鲜半岛正处于微妙时期，希望中国能协调中韩关系和朝美关系”，在朝美关系的进展方面，“请中方再多做考虑”，适当推迟中韩建交。:180:157:637
中方基于对朝鲜的考虑在与韩国谈判时提出“交叉承认”的方式，希望以中韩建交换取美国和日本对朝鲜的承认。不过1992年2月，在《关于朝鲜半岛无核化共同宣言》生效后，朝鲜突然态度强硬地拒绝国际原子能机构对其核设施进行全面检查，使朝美、朝日双边对话陷入僵局。因此韩方在谈判中婉言拒绝了中方“交叉承认”的提议。韩方还提出，韩苏建立外交关系时没有牵涉到“交叉承认”。中韩建交也应转化为双边问题，不应再牵涉到多国多方。中方为此接受了韩方的意见，不再以“交叉承认”为前提。作为交换，韩方也不对《中朝友好互助合作条约》提出调整要求。:180-181
1992年7月15日，刚从非洲访问回来的中华人民共和国外交部部长钱其琛受江泽民总书记的委托，乘坐空军专机，赶赴平壤，向金日成转达中華人民共和国决定与韩国建交的口信，以表明中国对朝鲜最大程度的尊重。口信重申了中国一如既往地努力发展中朝友谊，支持朝鲜的建设和自主和平统一，以及推动朝美、朝日关系的改善。金日成听后，沉吟片刻，表示“江总书记的口信听清楚了。我们理解中国独立、自主、平等地决定自己的外交政策，我们仍将努力增进与中国的友好关系”，强调朝方“将克服一切困难，继续自主地坚持社会主义、建设社会主义”。他还请钱其琛问候邓小平和其他中共中央领导同志。在看过钱其琛带来的工艺品礼物后，他就送客告别了。钱其琛回忆说，“这次会见，是金主席历次会见中国代表团时间最短的，会见后，也没有按照过去的惯例举行宴会招待”。在这次会见后，曾经公开或秘密访华30余次的金日成，在有生之年就再没踏上中国的土地。:182:157-159
中韩建交后，中朝关系开始出现冷却:639。1993年，中国主动派出两个高级代表团访问朝鲜，以争取继续维持和发展中朝传统友谊。1993年7月和9月，时任中共中央政治局常委、中央书记处书记胡锦涛和中共中央政治局候补委员，全国人大常委会副委员长王汉斌分别率团访朝:642。1995年起，两国关系开始升温，恢复正常:666。

## 正式建交
1992年8月21日，韩国公布了中韩即将正式建交的消息，外务部长李相玉将于8月23-26日访华。8月22日，在确认亚洲最后一个盟友断交已是无法挽回后，中華民國外交部部长钱复宣布了对韩国的全方面报复手段：自中華人民共和國與韓國建立外交关系之日起，中華民國即与韩国断交；拒绝韩国政府特使团于9月初来台说明断交理由；自中韩建立外交关系之日起，取消对韩贸易一切优惠待遇；自9月15日起，双方民航协定停止实施。当天中華民國經濟部部長萧万长宣布此前提供给韩国的一切特别优惠待遇，在与韩国断交后均將取消，并终止双方间原有的贸易协定。随即采取的报复性经济措施主要包括：停发韩国小汽车进口配额和韩国水果的进口配额；取消韩国厂商参与台湾今后国营事业的竞标机会；双方部长级经济合作会议立即停止，今后也不再举行。中華民國与韩国断交后，位于明洞的大使馆将转交给中华人民共和国作大使馆使用。中華民國使馆人员在撤离时损坏了墙壁、地毯、桌椅等设施。:185-186
1992年8月24日，中华人民共和国外交部部长钱其琛和韓國外交部長官李相玉在北京钓鱼台国宾馆芳菲苑签署了《中华人民共和国和大韩民国关于建立外交关系的联合公报》，正式建立大使级外交关系。近百名中外记者对签字仪式进行了实况转播。:828:187当天下午，杨尚昆和李鹏分别会见了李相玉一行。当天，卢泰愚就韩中建交发表了特别声明。8月25日，《人民日报》发表了《祝贺中国与韩国建交》的社论。世界各国媒体都对中韩建交进行了报道。美国国务院发表声明认为中韩建交“有助于缓和朝鲜半岛的紧张局势”。俄罗斯中央电视台发表评论认为中韩建交“从根本上改变了东亚的局势，无疑将会加强两国在亚太地区的地位”。日本政府也高度评价中韩建交，认为“有助于东亚的和平与稳定”。:829-830:188-189
1992年8月27日，中华人民共和国驻韓大使馆临时代表裴家義在梨泰院的驻地主持了中华人民共和国驻大韓民國大使馆开馆升旗仪式。9月12日，中华人民共和国首任驻韓大使张庭延抵达汉城履新。9月14日，张庭延在青瓦台向卢泰愚总统递交了国书。韓國驻北京代表部在1992年8月28日升格为大韓民國駐華大使馆。9月7日，卢泰愚任命駐華代表部官员卢载源为首任驻华大使。9月14日，卢载源在北京向杨尚昆主席递交了国书。1993年2月5日，中华人民共和国驻大韓民國大使馆正式迁入明洞的办公地点，并举行了新馆升旗仪式。:192

## 后续
1992年9月27日，时任韩国总统卢泰愚在卸任前，亦即两国建交仅1个月後，便率庞大访华团出访中国大陸。出发前，卢泰愚发表讲话说，韩中建交“标志着世界冷战时代遗留下来的最后一个冷战体系—东北亚冷战体系的结束”；访华之行表明“我们如今已抵达了通往平壤的最后一道大门—北京”；即将举行的韩中首脑会议将为南北统一搭建“珍贵的台阶”，开创韩中关系的新时代。韩国总统的首次访华为卢泰愚的北方外交划上了圆满的句號:193。卢泰愚在北京会见了中共中央总书记江泽民、中国国家主席杨尚昆、中国国务院总理李鹏等中方领导人，他又邀请杨尚昆主席访问韩国。双方在北京发表了《中韩新闻公报》，并签署了《中韩贸易协定》、《中韩投资保护协定》、《中韩关于设立经济、贸易、技术联合委员会协定》、《中韩科学技术协定》:193-195:832-834。
自建交以来，中韩关系不断提高，双方高层互访频繁，经贸、文化、人员往来迅猛发展。1995年11月，江泽民访问韩国，这是中国最高领导人在中韩建交后首次访问韩国。1998年12月，时任韩国总统金大中访华期间，两国关系提升为“面向21世纪的合作伙伴关系”:247-251:841，2003年又進一步升为“面向21世纪的全面合作伙伴关系”:287:847。2008年5月，时任韩国总统李明博访华时，中韓关系被再次升級成“中韩战略合作伙伴关系”，使双边关系走向成熟:350-352:841。

### 韩台断交后的双边关系发展
韩国与中華民國断交后，将中華民國在韩的使馆建筑等转交给了中华人民共和国，使双边关系恶化，成为中華民國反韩的一个原因。兩國斷交以後，韓國曾在9月15日派遣由國會前議長金在淳、丁一權等8人在內的使節團赴台，除表達歉意外，也就雙邊關係架構等共通關注議題交換意見:p563，但韓方因要顧慮中華人民共和國，對未來新設代表機構抱有「不得採用『中華民國』國號、只得掛名『台北』」的堅持，雙方因此無法達成具體協議:p97。直至台韓協議出台之前，已經閉館的原中華民國駐韓使館僅暫以「旅韓華僑證照收轉服務處」之名義在韓國維持領事業務:p610。
1993年2月，盧泰愚的總統任期結束，與台灣友好的金泳三政府任內則繼續與台灣方面協商，兩者對共同議題的認知差距也有所縮小:p97。1993年7月23日，雙方歷時一年協商後，於該日簽署《重建兩國新關係協議》、同意互設代表機構，並恢復經貿、文化和學術交流等方面的雙邊合作。1993年11月25日，韓方在台成立「駐台北韓國代表部」，台方則於1994年1月25日在漢城（今首爾）開設「駐韓國台北代表部」:p90，做為代表兩國政府推動雙邊實質交流合作之機構。
1999年9月21日，台灣中部發生九二一大地震。韓國派出一支16人編制的國家級救援隊來台灣，其中在大地震後第四天9月24日於臺中縣大里市倒塌的「台中王朝」大樓廢墟中，經瑞士救難隊重新探測發現生命跡象，於是努力挖掘，終於在傍晚由韓國國家搜救總隊救難隊長崔珍鍾救出受困長達87小時的6歲男孩張景閎，全國電視台並且實況轉播這感人畫面。此外，韓國亦派出具官方色彩的國籍航空大韓航空貨機載運30噸的賑災物資於10月1日抵達中正國際機場（今桃園國際機場），此為中華民國與韓國於1992年斷航後第一班飛抵台灣的韓國飛機。
2002年12月，台灣與韓國間開航定期包機，有限度的恢復通航。2004年中，中華民國政府與韓國政府達成協議，恢復台韓定期航線，並在2005年3月1日正式執行，正式結束台韓斷交後長達13年的斷航狀態。2005年初，中華民國政府在釜山增設領事館級的台北經濟文化辦事處。
受到韓國外交政策影響（重視與美國和中華人民共和國的外交關系，奉行平衡外交，特別是在對北政策），韓國官方對於與中華民國官方交流並不算非常重視，韓國駐台代表丁相基曾投書韓國《朝鮮日報》，呼籲官方重視雙方關係。